# Radio Moscow
Radio Moscow est un groupe de rock/blues psychédélique américain formé en 2004 dans l'État de l'Iowa. Il est mené par le guitariste Parker Griggs (en).

## Histoire
L'histoire du groupe commence en 2004, lorsque Parker Griggs alors parolier et batteur du groupe Duck and Cover décide de s'écarter de celui-ci pour former Garbage Composal. Quelque temps plus tard Parker recrute un bassiste, Serana Andersen et change le nom de leur groupe. Celui-ci devient alors Radio Moscow. Désormais deux, le groupe travaille dur et se produit souvent sur scène, mais sans batteur. Pour compléter ce manque, Parker préenregistre les morceaux de batterie et les amplifie pour les concerts. 
Durant l'été 2004 le groupe se met au point et continue à s'améliorer tout en produisant de nouvelles chansons. C’est d’ailleurs à cette période que plusieurs musiques de leur album éponyme sont nées. Après avoir longtemps travaillé, Serana et Parker s'en vont dans le Colorado à la recherche d'un batteur et de bons concerts. Les choses commencent à évoluer pour eux lorsque Dan Auerbach des The Black Keys contacte Parker pour lui proposer de produire leur prochain album sur le label Alive/Bomp Records dont son groupe fait partie (The Black Keys). On retrouve entre autres sur ce label des groupes tels que les Soledad Brothers, Hacienda, SSM, Black Diamond Heavies, Nathaniel Mayer.
Malgré ce tournant décisif, un problème subsiste toujours ! En effet, le groupe n'a toujours pas de batteur fixe (Keith Rich ayant d'autres projets à l'extérieur). Déconcerté, Parker essaye tant bien que mal d'en trouver un. Mais après de nombreux essais, il ne trouve toujours personne et décide de tout lâcher. Il retourne chez lui dans l'Iowa mais sans abandonner l'espoir de trouver enfin un line-up motivé afin de mener à bien ce projet auquel il tient tant. 
Pendant un ou deux mois, il fait passer des auditions mais en vain, jusqu’à ce que Griggs rencontre Luke McDuff (bassiste). Ensemble ils enregistrent le début de leur futur album pour Alive/Bomp records avec comme producteur Dan Auerbach. Mais Luke décide de retourner à l'université pour finir ses études et quitte le groupe avant que l'enregistrement de l'album ne soit fini. Parker repart donc à la recherche de nouveaux musiciens et c'est alors qu'il recrute Zach Anderson en tant que bassiste, et Paul Marrone en tant que batteur. Le nouveau trio a tourné non-stop durant toute l'année 2009/2010 pour promouvoir son album. À la fin de la tournée, Paul Marrone (batteur) préfère quitter le groupe pour se concentrer sur son side-project nommé Cosmic Wheels. Il est remplacé par Cory Berry qui avait remplacé Keith Rich pendant quelques mois.
Le troisième album The Great Escape of Leslie Magnafuzz sort le 11 octobre 2011.

## Membres
- Parker Griggs : chant, guitare, textes
- Zach Anderson : basse
- Cory Berry : batterie